# Quiroma
Quiroma är en ort i Mexiko.   Den ligger i kommunen Cuautitlán de García Barragán och delstaten Jalisco, i den södra delen av landet, 500 km väster om huvudstaden Mexico City. Quiroma ligger 952 meter över havet och antalet invånare är 185.
Terrängen runt Quiroma är kuperad söderut, men norrut är den bergig. Runt Quiroma är det glesbefolkat, med 13 invånare per kvadratkilometer. Närmaste större samhälle är Minatitlán, 16,8 km sydost om Quiroma. I omgivningarna runt Quiroma växer i huvudsak lövfällande lövskog.